# George Randolph Chester

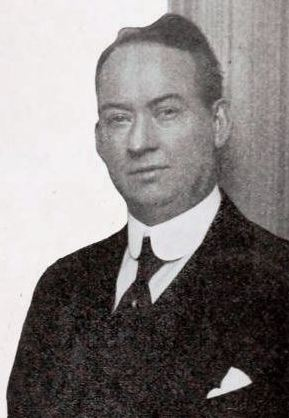
George Randolph Chester

George Randolph Chester (* 27. Januar 1869 in Cincinnati (Ohio); † 26. Februar 1924 in New York City) war ein US-amerikanischer Schriftsteller, Drehbuchautor, Filmregisseur und -produzent.

## Leben
Chester, Reporter bei der Morgenzeitung Cincinnati Enquirer, heiratete 1895 Elizabeth Rothermel (1871–1972), eine Lehrerin in Cincinnati. Das Paar bekam drei Söhne. Schon bald wurde Chester von seiner Frau zur Publikation von Kurzgeschichten in dem wöchentlich erscheinenden Magazin Saturday Evening Post ermutigt. Im Jahr 1911, die Familie lebte inzwischen in New York City, ließ sich Elizabeth von George scheiden, weil dieser eine Affäre mit einer Witwe hatte. Der Geschiedene heiratete im selben Jahr jene Witwe Lillian Josephine Hauser DeRimo, die spätere Lillian Josephine Chester (1887–1961). Die zweite Ehe blieb kinderlos.
George Randolph Chester erlag einem Herzinfarkt in seinem Haus in New York City. Die letzte Ruhe fand er auf dem Spring Grove Friedhof in Cincinnati.

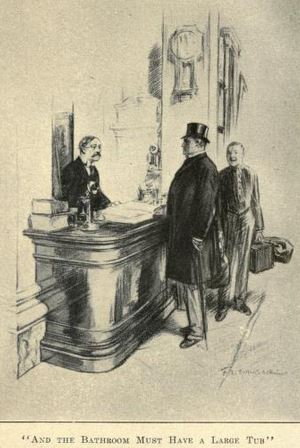
Frederic Rodrigo Gruger: Frontispiz zu Get- rich-quick Wallingford. New York 1908

## Werke (Auswahl)
- Get-rich-quick Wallingford. A cheerful account of the rise and fall of an American business buccaneer. New York 1908, verfilmt 1922 (dt. Das Geld auf der Straße im Projekt Gutenberg-DE, Berlin 1919)[4]
- The making of Bobby Burnit. Being a record of the adventures of a live American young man. Toronto 1909
- The cash intrigue. A fantastic melodrama of modern finance. Indianapolis 1909
- The early bird. A business man's love story. Indianapolis 1910
- Young Wallingford. Indianapolis 1910
- The art of writing. Cincinnati (Ohio) 1910
- Five thousand an hour. How Johnny Gamble won the heiress. Indianapolis 1912 (verfilmt 1918)
- The Jingo. Indianapolis 1912
- Wallingford in his prime. Indianapolis 1913
- Cordelia Blossom. Toronto 1914
- The enemy. New York 1915 (verfilmt 1916)
- Bargain day at Tutt house. S. 213 bis 236[5] in Alexander Jessup (Hrsg.): The best American humorous short stories. New York 1920[6]
- zusammen mit Lillian Chester
  - The ball of fire. New York 1914
  - Runaway June. 1915 (verfilmt im selben Jahr)
  - The son of Wallingford. Boston 1921 (verfilmt im selben Jahr, Regie: Chester)

## Erzähltheorie
Chesters Prosa-Werk ist nicht jedenfalls humorig. Er hat auch einen kleinen erzähltheoretischen Erfahrungsbericht hinterlassen: The art of writing (siehe oben unter Werke) – in manchen der Buchausgaben treffender als The Art of Short Story Writing tituliert. Im Vorwort des gutgegliederten Büchleins lässt Chester einen Gewissensbiss selbstkritisch anklingen. Gemeint ist sein besorgter Blick auf diese seine autoritative, mitunter sogar arrogante Schreibhaltung in jener Kunstfibel für Schreibanfänger. Chester wäre kein gestandener Autor, wenn er auf solche Ressentiments Rücksicht nähme. Also streicht er genannte Ausrutscher keinesfalls aus dem Text.
Unter der Kapitelüberschrift The Sordid Side fordert Chester sogleich Selbstbewusstsein vom unsicheren Schreibanfänger und geht im Kapitel Lehrzeit auf zwei notwendige Voraussetzungen für ernsthafteres Schreiben ein: Unter Menschen müsse der angehende Schriftsteller bereits einiges erlebt haben. Und die Arbeitswut sei unabdingbare Voraussetzung für das Schreiben. Aber es gehöre noch viel mehr dazu. Humanität, Beobachtungsgabe, Kreativität, Fantasie und Humor zeichneten einen Autor aus. Jedem dieser Termini widmet Chester ein gesondertes Kapitel. So fange Humanität beim Schriftsteller mit Zugewandtheit an. Wenn also zum Beispiel über einen Pferdedieb erzählt wird, dann dürfe dieser Übeltäter nicht gleich verurteilt werden, sondern die erste Insistenz des Schriftstellers ginge einher mit solchen Fragen wie: Warum hat der Dieb gestohlen?
In dem Kapitel Beharrlichkeit wiederholt Chester seine oben genannte These von der Arbeitswut als hervorstechende Eigenschaft des Schriftstellers, denn er glaube nicht an Genie und Inspiration. Sodann bespricht Chester – wieder kapitelweise – die Sachgebiete, denen sich ein Autor verschreiben kann.
Chester zeigt stets Haltung so als kenne er den Zweifel nicht. Im Kapitel Stories not to be written legt er dem jungen Schreiber ans Herz: Meide das Grauen Erregende!
Empfehlungen zur Konstruktion, also zum Bau der Geschichte vom Textanfang über die Entwicklung bis zum Schluss, folgen. Das Büchlein enthält noch Hinweise zur Komplettierung bis hin zur Vermarktung einer Erzählung.